# レプリカ (バンド)
REPLICA（レプリカ）は、日本のロックバンド。1988年にメジャーデビュー。所属レコード会社はコロムビアレコード（トライアド・レーベル）及びキングレコード。

## 略歴
1984年、浜崎直子を中心に広島で結成。デビュー当時はツインギターの6人編成だった。1996年2月10日、日清パワーステーションのライブを最後に解散。
その後、約17年8ヶ月を経た2013年10月27日、高円寺Little Wing（ギター：田中龍也の経営する串揚げ・串かつ屋）にて復活アコースティックライブを行う。翌年の2014年3月21日には下北沢Club Queにてワンマンライブを敢行。さらに同年9月14日には山口県岩国市・岩国航空基地祭の音楽イベントにも参加した（この日はベース：山中真一のみ不参加）。
1994年4月放送分よりアニメ『ヤマトタケル』オープニングテーマ「Flower of Desert」およびエンディングテーマ「Twilight Songs」を浜崎直子単独（濱崎直子名義）で担当した。

## メンバー
- 浜崎直子（NAOCO）ボーカル※解散後は「Naoco & The Infections」（後に「The Infections」と改名）を経て、現在はソロとして活動中。
- 田中龍也（氷堂・P・龍也）ギター
- 山中真一（YAN-G）ベース ※解散後は「Naoco & The Infections」（後に「The Infections」と改名）にて活動。
- 浅田昌也（浅田“JAKE”昌也）キーボード
- 座間博喜（ZAMA）ドラム 1990年加入 1993年脱退（4th〜7th ALBUM）、2013年の復活から再度参加。※シマムラミュージックスクール（ミュージックサロン津田沼）ドラム科講師としても稼働中。

旧メンバー
- 鴨下信吾 ギター 1988年脱退（1st ALBUM）
- 加藤剛志 ドラム 1990年脱退（1st〜3rd ALBUM）
- 石川英一 ドラム 1995年加入〜1996年解散時まで（9th ALBUM）

サポートメンバー
- GRACE サポートドラム 1994年参加（8th ALBUM）

## ディスコグラフィー

### REPLICA

#### シングル
1. SUGAR BABY'S GROWIN'　c/w　2088　(1988年6月21日)
2. Tough & Free　c/w　原色の夜　(1988年11月1日)
3. ROLLING BLOOD　c/w　PANIC AROUND MYSELF　(1989年2月21日)
4. GIRL, DO YOU REMEMBER　c/w　BIG MOUTH BOYの憂鬱　(1989年11月21日)
5. DREAMIN' DREAMIN'　c/w　DANCE WITH CROCODILE BOY　(1990年4月1日)
6. 神様おしえて　c/w　SO MANY TIMES　(1990年10月21日)
7. 愛のかけら　c/w　My Daddy's Car　(1992年10月1日)
8. Cry For You　c/w　Sweet Pain, Cry For You (karaoke)　(1993年11月3日)
9. if you　c/w　Let's Party, if you (karaoke)　(1994年6月3日)

#### アルバム
1. Tough & Free　(1988年7月1日)　※コロムビアレコード
  1. SUGAR BABY'S GROWIN'
  2. 原色の夜
  3. GETTING MY SHADOW
  4. MISTIQUE BLUE
  5. HEAVY RAIN
  6. TOUGH & FREE
  7. 2088
  8. 不機嫌なジョーイ
  9. APRIL 26th
  10. メビウス
2. ROLLING BLOOD　(1989年3月1日)
  1. ROLLING BLOOD (ALBUM VERSION)
  2. JUNK LADY
  3. MAMA, TELL ME WHY
  4. とらわれ
  5. アリョーシャ
  6. T.V. CRYING
  7. DIRTY MERMAID
  8. アンドロイド・ボーイ
  9. PANIC AROUND MYSELF
  10. BAD GIRL
3. ZERO & NOT　for Rep's Baby's　(1989年12月1日)
  1. GIRL, DO YOU REMEMBER
  2. WILD STATE
  3. BABY TOGETHER
  4. KAGEROH
  5. DANCE WITH CROCODILE BOY
  6. BIG MOUTH BOYの憂鬱
  7. 沈黙の飛行船
  8. DREAMIN' DREAMIN'
  9. SOMEDAY
  10. SHINE ON MY DREAM
4. ビデヨラ　(1990年11月21日)
  1. 神様おしえて
  2. CITY BROILER
  3. 情けないWEEK END
  4. 月も星もない夜
  5. SO MANY TIMES
  6. DO YOU DO YOU
  7. RISKY EYES
  8. BABY NOISE
  9. ANGEL
  10. MANIAC MAN
5. 花　(1991年10月1日)
  1. ウルトラ・ウーマン・ブルース
  2. Cry Baby
  3. No Way No Out
  4. こまらせたい
  5. NASE・BA・NARE
  6. ペテンのシネマ
  7. Blue
  8. Dear
  9. Flowers
  10. Rainy Day
6. CROSS ROAD　(1992年10月1日)
  1. Hysteric Rose
  2. Dance Dance
  3. Naughty Boy
  4. クロスロードを過ぎて
  5. My Daddy's Car
  6. 電話してね
  7. Song For R&R Night
  8. 翼をくれた人
  9. 暗い道
  10. 堕天使とナイフ
  11. 陽のあたる日々
  12. 愛のかけら
7. Magnoria　(1993年11月3日)　※キングレコードに移籍
  1. Sweet Pain
  2. Emotional Shake
  3. Love & Truth
  4. Ever after tomorrow
  5. Cry for you
  6. If you
  7. モノクロームの恋人達
  8. Let's Party
  9. Midnight Blues
  10. Water Blue
8. soleil　(1994年11月3日)
  1. re-wind
  2. 25階の孤独
  3. 恋するリトル・シスター
  4. I wonder…
  5. le petit soleil
  6. 罪深い三日月
  7. Ligh my fire
  8. 地図にない道
  9. 駅
  10. プロローグ
9. from the radio　(1995年12月21日)
  1. Into the light
  2. Sweet Honey Pie
  3. ラプソディー
  4. バレリーナ
  5. 夏が終わる
  6. Dust in the wind
  7. 追憶
  8. Xmas Train
  9. Loser's Hand
  10. 野原の歌
10. REPLICA BEST -for Rep's Baby's-　(1996年7月20日)　※コロムビアレコード時代のベストアルバム
  1. Girl, Do You Remember
  2. Baby Together
  3. No Way No Out
  4. アリョーシャ
  5. Risky Eyes
  6. Rolling Blood (Single Version)
  7. Dance With Crocodile Boy
  8. 愛のかけら
  9. Angel
  10. My Daddy's Car
  11. Blue
  12. Maniac Man
  13. こまらせたい
  14. Sugar Baby's Growin'
  15. Dreamin' Dreamin'
  16. Flowers

#### ビデオ
1. POP PARADOX :1　LIVE AT SHIBUYA-KOKAIDO 21st Apr. 1990　(VHS：1990年7月1日／LD：1990年8月1日)　※ライブビデオ
  1. GIRL, DO YOU REMEMBER
  2. JUNK LADY
  3. BABY TOGETHER
  4. T.V. CRYING
  5. BAD GIRL
  6. PANIC AROUND MYSELF
  7. DREAMIN' DREAMIN'
  8. SUGAR BABY'S GROWIN'
  9. ROLLING BLOOD
  10. SOMEDAY
  11. SHINE ON MY DREAM

### 濱崎直子

#### シングル
- Flower of Desert（1994年9月21日）
- ANGEL BLUE（1996年11月21日）
- Round 11（1997年10月21日）

## タイアップ一覧
| 使用年   | 曲名                   | タイアップ                                                   |
| -------- | ---------------------- | ------------------------------------------------------------ |
| REPLICA  |                        |                                                              |
| 1993年   | SUGAR BABY'S GROWIN'   | OVA『BADBOYS』オープニングテーマ                             |
| 1993年   | 愛のかけら             | OVA『BADBOYS』挿入歌                                         |
| 1994年   | IF YOU                 | テレビ東京系『TXNニュース THIS EVENING』エンディングテーマ   |
| 1994年   | Let's Party            | リーガロイヤルホテル広島 CMソング                            |
| 1995年   | Into the light         | 産経新聞 CMソング                                            |
| 濱崎直子 |                        |                                                              |
| 1994年   | Flower of Desert       | TBS系アニメ『ヤマトタケル』後期オープニングテーマ            |
| 1994年   | Twilight Songs         | TBS系アニメ『ヤマトタケル』後期エンディングテーマ            |
| 1996年   | Angel Blue             | テレビ東京アニメ『エルフを狩るモノたち』オープニングテーマ   |
| 1996年   | 天才は最後にやってくる | テレビ東京アニメ『エルフを狩るモノたち』エンディングテーマ   |
| 1997年   | Round11                | テレビ東京アニメ『エルフを狩るモノたちII』オープニングテーマ |
| 1997年   | 奇跡の向こう側へ       | テレビ東京アニメ『エルフを狩るモノたちII』エンディングテーマ |

## 出演番組
- ミュージックシーンNOW ナオのレプリカワールド（TBSラジオ） - ナオのみ